# Estación de Buñol
Buñol es una estación de ferrocarril situada en el municipio español de Buñol, en la provincia de Valencia, Comunidad Valenciana. Las instalaciones disponían de servicios de Media Distancia hasta el 8 de enero de 2021, y forman parte de la línea C-3 de Cercanías Valencia.
Entre 2008 y 2015 se convirtió en base de 7 de los 9 trenes de Cercanías de la Serie 592 de Cercanías Valencia debido al corte de la circulación entre Vara de Quart y Valencia-Norte. Para tal efecto, en mayo de 2008 entró en funcionamiento el CTT de Buñol, un edificio situado junto a la estación que sirve a la U.N. Cercanías como taller de reparaciones de los trenes.

## Situación ferroviaria
La estación se encuentra en el punto kilométrico 46 de la línea férrea 310 de la red ferroviaria española que une Aranjuez con Valencia, entre las estaciones de Chiva y Venta Mina. Este kilometraje tiene que ver con la sección Utiel-Valencia, donde Utiel se toma como punto kilométrico cero. Tomando la línea en su conjunto, el punto kilométrico correspondiente es el 310,9. El tramo es de vía única y está sin electrificar. 

## Historia
La estación fue abierta al tráfico el 31 de julio de 1883 con la finalización del tramo Valencia-Buñol de la línea que pretendía unir inicialmente Valencia con Cuenca, aunque finalmente se detuvo en Utiel. Las obras corrieron a cargo de la Sociedad de los Ferrocarriles de Cuenca a Valencia y Teruel, que en 1886 pasó a ser conocida como la Compañía de los Caminos de Hierro del Este de España. Sin grandes tráficos estables ni enlaces con ninguna línea de peso, «Este» se vio abocada a la bancarrota, siendo anexionada por la Compañía de los Caminos de Hierro del Norte de España en 1892. «Norte» mantuvo la gestión de la estación hasta la nacionalización de la red de ancho ibérico en 1941 y la creación de RENFE.  
El 30 de junio de 1978, el Talgo n.º 352 Madrid-Valencia colisionó contra un camión que quedó atascado en un paso a nivel, con un saldo de un muerto y varios heridos.
Desde 2005, tras la extinción de la antigua RENFE, Renfe Operadora explota la línea mientras que Adif es la titular de las infraestructuras.

## La estación
Se encuentra junto al Parque de Fina Luján, accediéndose a la misma por la carretera de la estación. Se trata de un edificio construido el año 1996 como medida para eliminar uno de los pasos a nivel que tenía Buñol desviando la línea unos metros y permitiendo la construcción de un puente sobre esta. El edificio sustituyó a la antigua estación de 1885 que hoy sirve como colegio de educación especial.
Este hecho permitió que, mediante las modificaciones oportunas, las tres vías antiguas (numeradas como vías 4, 6 y 8) quedaran como vías muertas y permitieran el estacionamiento de trenes, además de permitir que la vía más alejada de la antigua estación fuera contigua a la nueva y por lo tanto sirviera para los trenes que tienen destino final en Buñol. Por su parte las vías 1 y 2 son las que acceden al andén principal y al nuevo andén central. Finalmente las vías 3, 5 y 7 finalizan en el taller de reparaciones.

## Servicios ferroviarios

### Cercanías
Forma parte de la línea C-3 de Cercanías Valencia. Es cabecera de parte de los trenes de la línea C-3 de Cercanías Valencia.
| procedencia/destino | < estación | Línea | estación > | destino/procedencia |
| ------------------- | ---------- | ----- | ---------- | ------------------- |
| Valencia-Norte      | Chiva      |       | Venta Mina | Utiel               |